# Seseli coronatum
Seseli coronatum är en flockblommig växtart som beskrevs av Carl Friedrich von Ledebour. Seseli coronatum ingår i släktet säfferötter, och familjen flockblommiga växter. Inga underarter finns listade i Catalogue of Life.